# 80-я пехотная дивизия (США)
80-я пехотная дивизия (англ. 80th Infantry Division) — дивизия Армии США. Прозвище: «Blue Ridge Division».

## Первая мировая война
Сформирована в сентябре 1917 года, на фронте с июня 1918 года. Принимала участие в Мез-Арагонской и Сент-Миельской операциях. Расформирована в мае 1919 года.

## Вторая мировая война
Вновь сформирована 15 июля 1942 года. С августа 1944 года на Западном фронте во Франции.
Состав: 317, 318, 319-й пехотные полки; 313,314,315-й (сред.), 905-й (лег.) полевые артиллерийские батальоны.
Кампании: Северо-Западная Европа (август 1944 — май 1945 гг.; 3-я армия).
Командиры: генерал-майор Хорас Л. Макбрайд (март 1943 — октябрь 1945 гг.)
Расформирована 5 января 1946 года.